# Хайкин, Азриэль
Азриэль Хайкин (род. 6 июня 1938 года в Кутаиси, Грузинская ССР) — еврейский религиозный и общественный деятель, глава Главного раввината Украины.

## Биография
Раввин Хайкин родился в Кутаиси в семье раввина Меера-Хаима Азриеловича Хайкина (1907—1965 годы) и Соры-Ханы Эле-Шмулевны Кагановой. Его мать была дочерью одного из раввинов, работавших в то время на территории СССР, отец за религиозные убеждения был репрессирован и сослан в трудовой лагерь. После Второй мировой войны, по окончании срока заключения, отец эмигрировал в Швецию, где стал раввином Стокгольма и позднее возглавил раввинатский суд в канадском городе Монреаль.
Сам раввин Хайкин (с матерью и её семьёй) переехал в Польшу, затем в Германию, после чего во Францию, а в 1947 прибыл в Нью-Йорк.
В США учился в ешиве «Томхей Тмимим». Получив первую раввинскую степень «смиха» в 1954 году, он стал раввином синагоги в Питтсбурге. В 1992 году был избран главным раввином Брюсселя. Член ассоциации раввинов Европейского раввинского центра.
С началом перестройки неоднократно приезжал в СССР, а затем в СНГ.
С 2003 до 2008 годов являлся главным раввином Украины.